# Luis De Filippis
Luis De Filippis es una directora de cine y guionista canadiense - italiana de Toronto, Ontario. Es más conocida por su cortometraje de 2017 For Nonna Anna, que fue nominado Canadian Screen Award como Best Live Action Short Drama en los  7th Canadian Screen Awards en 2019. La película pasó a recibir un Premio Especial del Jurado en Sundance.
De Filippis, también fue la ganadora del premio Artista Canadiense Emergente en el 2018 en el Inside Out Film and Video Festival.
Something You Said Last Night, su largometraje debut, está programado para estrenarse en el programa Discovery en el 2022 Toronto International Film Festival.